# Capitán Guarniz
Paris Fernández Velázquez (10 de febrero de 1974 –28 de julio de 2014) más conocido como El Capitán Guarniz fue un comediante y presentador mexicano.
Inició su carrera de actor realizando personajes en el programa El Diario de la Noche de TV Azteca.
En el año 2000, interpretó por primera vez a su mítico personaje El Capitán Guarniz durante el noticiero El mañanero, transmitido por la desaparecida cadena de televisión CNI Canal 40.

El 11 de mayo de 2006, mientras se transmitía en vivo el programa de televisión El hijo de la madrugada, tuvo un conflicto con el otro presentador, al día siguiente renunció al show. En 2013 y 2014 trabajó para Televisa y Televisión Azteca Noreste.
El 28 de julio de 2014, fue hallado sin vida a causa de un infarto agudo en la habitación de un hotel en la Ciudad de Monterrey.